# 福兰媒体集团
福兰媒体集团（FORUM MEDIA GROUP）是一家提供专业讲座和培训、论坛和会议以及专业出版业务的媒体集团。总部在德国 奥格斯堡；遍布全球15个国家，成功运作20多个分部。公司以“Our Knowledge for your success” 为座右铭，为遍及全球的38万客户服务了20余年。福兰中国继承了集团的经营哲学，致力于为企事业开发适合中国国情的产品。。
福兰中国致力于向各企事业提供最新的行业信息，法律法规，管理理念、工具文献以及行之有效的解决方案和相关培训，以满足企事业的执行者及决策者对信息、技能和管理视野的要求。公司自2000年进入中国以来，吸引了一大批长期合作的专家学者及业界精英，为遍及全国的客户提供着专业的服务。

## 遍布全球
福兰媒体集团已经遍布全球, 为:
- 德国
- 波蘭
- 英国
- 義大利
- 匈牙利
- 奥地利
- 斯洛維尼亞
- 捷克
- 俄羅斯
- 乌克兰
- 羅馬尼亞

的近38万个客户服务了近二十个年头！

## 专题讲座和培训
主要产品为开发和组织各类专业/行业研讨会、专题讲座和培训等。旨在：
- 推介最新的行业法律法规及行业趋势和动向
- 推介最新并最行之有效的管理理念
- 提供现成的、易于使用的管理工具和文献
- 提供切实的解决方案

## 专业论坛和会议
主要产品为开发和组织各类行业研讨会、论坛和会议。旨在预测行业领域市场走向和趋势
解析市场及行业的发展对企业管理时务的影响和冲击
为不同企业的决策人提供沟通和交流的平台

## 专业文献与出版
福兰旨在开发最具有实践意义的管理工具、文献以及行业研究等产品。以最实用、省时、方便、现成的桌面文献的形式推荐给我们的客户。福兰产品特有的升级形式使客户永远与宏观的环境相适应。包括：管理或行业类各种研究成果、文献、范本、报告及工具等，使繁杂的日常管理工作简单、轻松、准确无误；针对不同的行业，为管理决策提供行之有效的、完善的决策工具、软件.

## 杂志
- 设施经理人-The Facility Manager[4]
- 餐饮管理-Catering Management[5]
- 设备发展趋势-equitrends[6]
- 宝马经济-Horse Business
- 德国骏马年选-Selected Stallions of Germany (yearbook)
- 国际露营-Camper International
- 露营,汽车-Camping, Cars & Caravan